# St.-Johannis-Kapelle (Stadthagen)

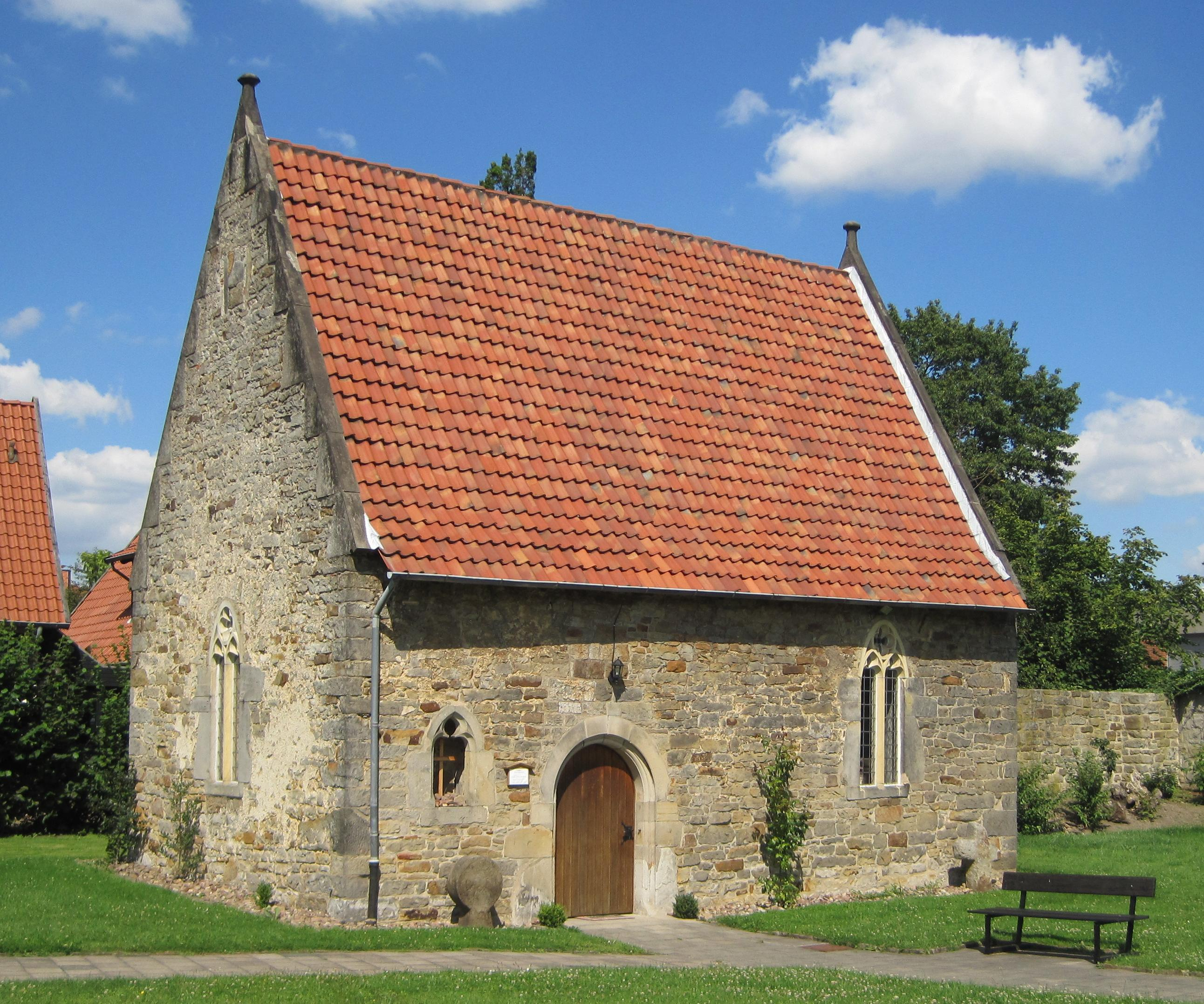
St.-Johannis-Kapelle

Die St.-Johannis-Kapelle ist das älteste erhaltene Baudenkmal der Stadt Stadthagen. 

## Geschichte und Architektur
Wohl zusammen mit dem nördlich anschließenden Leprosenheim Johannishof, das allerdings urkundlich erst 1394 belegt ist, wurde 1312 außerhalb der ummauerten Stadt etwa 250 Meter vor dem Niederntor die St.-Johannis-Kapelle erbaut. Sie ist eine rechteckige gotische Bruchstein-Saalkirche mit Satteldach. Die Fensterschlitze, sogenannte Hagioskope (Lepraspalten), an der Nordseite waren für die Leprakranken bestimmt, um ihnen während der Messe den Blick auf den Altar und die Hostie zu ermöglichen.
Das Leprosenheim wurde um 1500 in ein Armenhaus umgewandelt. Das heutige Gebäude stammt aus dem 17. Jahrhundert. Es wurde in den 1970er Jahren saniert und zu einem Atelier- und Wohnhaus umgebaut.
Während der Inflationszeit war die St.-Johannis-Kapelle Leichenhalle. Seit 1979 ist sie Eigentum der St.-Martini-Gemeinde und wird für Wochenschlussandachten genutzt.